# Aspalathus microphylla
Aspalathus microphylla är en ärtväxtart som beskrevs av Dc. Aspalathus microphylla ingår i släktet Aspalathus och familjen ärtväxter. Inga underarter finns listade i Catalogue of Life.